# XII legislatura de España
La xii legislatura de España (ci desde las Cortes de Cádiz) comenzó el 19 de julio de 2016 cuando, tras la celebración de las elecciones generales, se constituyeron las Cortes Generales, y terminó el 5 de marzo de 2019, con la disolución anticipada de las mismas por parte del presidente del Gobierno, Pedro Sánchez, si bien formalmente las diputaciones permanentes de las Cámaras continuaron asumiendo las funciones básicas de estas hasta la constitución de la xiii legislatura, que tuvo lugar el 21 de mayo de 2019. Le precedió la xi legislatura y le sucedió la xiii legislatura.
El Partido Popular obtuvo mayoría simple en el Congreso de los Diputados y absoluta en el Senado. Tras cuatro meses de negociaciones, Mariano Rajoy fue investido presidente del Gobierno en segunda votación el 29 de octubre de 2016 gracias al voto favorable de Partido Popular, Ciudadanos, Coalición Canaria, Foro Asturias y Unión del Pueblo Navarro y la abstención de la mayoría de los diputados del Partido Socialista Obrero Español.
Sin embargo, en junio de 2018 al Gobierno del presidente Rajoy le fue retirada la confianza del Congreso de los Diputados mediante una moción de censura que le sacó del gobierno y que resultó en la investidura de Pedro Sánchez como nuevo presidente.

## Antecedentes
Las elecciones generales de diciembre de 2015 se caracterizaron por la pérdida de apoyo de los dos partidos mayoritarios —Partido Popular (PP) y Partido Socialista Obrero Español (PSOE)— y la irrupción de dos nuevos partidos políticos en el Congreso de los Diputados —Ciudadanos y Podemos—. El reparto de escaños obligó a los partidos políticos a intentar establecer pactos para elegir al presidente del Gobierno. En febrero, el PSOE y Ciudadanos llegaron a un acuerdo de Gobierno para la investidura de Sánchez, un pacto que tuvo el rechazo del resto de formaciones. Sánchez se sometió al debate de investidura en marzo pero no logró la confianza de la Cámara Baja en ninguna de las dos votaciones celebradas.
Durante dos meses siguieron las negociaciones entre los partidos, con el pacto PSOE-Ciudadanos vigente y con tres posibilidades de investidura: un pacto a tres entre PSOE, Ciudadanos y Podemos, que fracasó por las diferencias entre Ciudadanos y Podemos, un pacto PP-PSOE-Ciudadanos, o una gran coalición entre PP y PSOE, que no vieron la luz por la negativa del PSOE a permitir que los populares siguieran en el Ejecutivo. Ante la inexistencia de un candidato que contara con los apoyos necesarios, el 3 de mayo el rey Felipe VI ejecutó el mandato constitucional y convocó nuevas elecciones.

## Inicio de la legislatura

### Escenario poselectoral
El 26 de junio de 2016 se celebraron elecciones generales, seis meses después de las anteriores. El Partido Popular volvió a ganar las elecciones y superó los resultados de diciembre. El PSOE logró mantenerse como segunda fuerza política, al no producirse el llamado sorpasso de Unidos Podemos y sus confluencias. Ciudadanos vio reducida su representación en el Congreso de los Diputados. El escenario de bloqueo político no varió demasiado al no existir un bloque claro que pudiera formar Gobierno.
El 5 de julio, el líder del Partido Popular, Mariano Rajoy, inició una ronda de contactos para buscar apoyos a su investidura. El Comité Federal del PSOE rechazó apoyar la investidura de Rajoy. Pedro Sánchez afirmó que el papel del PSOE debía ser liderar la oposición. El líder de Ciudadanos, Albert Rivera, anunció que se abstendrían en la segunda votación de investidura para evitar unas terceras elecciones e invitó al PSOE a hacer lo mismo.

### Constitución de las Cortes Generales
El Congreso de los Diputados y el Senado quedaron constituidos a las diez de la mañana del martes 19 de julio de 2016. Ese mismo día también se designó a los miembros de las Mesas de ambas Cámaras. PP y Ciudadanos alcanzaron un acuerdo para elegir a Ana Pastor como presidenta del Congreso de los Diputados. Pío García-Escudero volvió a ser elegido presidente del Senado por tercera legislatura consecutiva gracias a la mayoría absoluta del PP en la cámara.
| Cargo                  | Titular                | Lista          |
| ---------------------- | ---------------------- | -------------- |
| Presidenta             | Ana Pastor             | PP             |
| Vicepresidente primero | Ignacio Prendes        | Ciudadanos     |
| Vicepresidenta segunda | Micaela Navarro        | PSOE           |
| Vicepresidenta tercera | Rosa Romero            | PP             |
| Vicepresidenta cuarta  | María Gloria Elizo     | Unidos Podemos |
| Secretaria primera     | Alicia Sánchez-Camacho | PP             |
| Secretario segundo     | Juan Luis Gordo        | PSOE           |
| Secretario tercero     | Marcelo Expósito       | En Comú Podem  |
| Secretaria cuarta      | Patricia Reyes         | Ciudadanos     |

| Cargo                  | Titular                   | Lista   |
| ---------------------- | ------------------------- | ------- |
| Presidente             | Pío García Escudero       | PP      |
| Vicepresidente primero | Pedro Sanz                | PP      |
| Vicepresidente segundo | Joan Lerma                | PSOE    |
| Secretario primero     | Luis Aznar                | PP      |
| Secretaria segunda     | Adela Pedrosa             | PP      |
| Secretaria tercera     | María Eugenia Iparragirre | EAJ-PNV |
| Secretario cuarto      | Juan Carlos Raffo         | PSOE    |

### Formación de los grupos parlamentarios
Congreso de los Diputados
En la xii legislatura se presentaron ante la Mesa del Congreso un total de siete peticiones de registro de grupos parlamentarios. Seis de ellas fueron aprobadas: los grupos Popular en el Congreso, Socialista, Vasco (EAJ-PNV), de Esquerra Republicana, de Ciudadanos y de Unidos Podemos. Por otro lado, los diputados de Convergència Democràtica de Catalunya intentaron conformar grupo propio pero les fue denegado y se integraron en el grupo mixto. Los diputados de Coalición Canaria, Unión del Pueblo Navarro, Foro Asturias, Euskal Herria Bildu, Nueva Canarias así como los diputados de Compromís que se presentaron en las listas de A la valenciana, se incorporaron directamente al grupo mixto.
| Grupo Parlamentario | Grupo Parlamentario                                  | Partidos                                                                                          | Portavoz | Líder | Diputados |
| ------------------- | ---------------------------------------------------- | ------------------------------------------------------------------------------------------------- | --- | --- | --------- |
|                     | Popular en el Congreso                               | PP: 134                                                                                           | Rafael Hernando (2016-2018) Dolors Montserrat (2018-2019)                                                                              | Mariano Rajoy (2016-2019) Pablo Casado (2018-2019)                                                                                     | 134       |
|                     | Socialista                                           | PSOE : 77 PSC: 7                                                                                  | Antonio Hernando (2016-2017) José Luis Ábalos (interino) (2017) Margarita Robles (2017-2018) Adriana Lastra (2018-2019)                | Pedro Sánchez | 84        |
|                     | Confederal de Unidos Podemos- En Comú Podem-En Marea | Unidos Podemos: 50 En Comú Podem: 12 En Marea: 5                                                  | Íñigo Errejón (2016-2017) Irene Montero (2017-2019)                                                                                    | Pablo Iglesias | 67        |
|                     | Ciudadanos                                           | Ciudadanos: 32                                                                                    | Juan Carlos Girauta | Albert Rivera | 32        |
|                     | Esquerra Republicana                                 | ERC: 9                                                                                            | Joan Tardà y Gabriel Rufián | Joan Tardà y Gabriel Rufián | 9         |
|                     | Vasco (EAJ-PNV)                                      | EAJ-PNV: 5                                                                                        | Aitor Esteban | Aitor Esteban | 5         |
|                     | Grupo Mixto                                          | PDeCAT: 8 Compromís: 4 UPN: 2 EH Bildu: 2 Coalición Canaria: 1 Foro Asturias: 1 Nueva Canarias: 1 | Carles Campuzano Joan Baldoví Carlos Casimiro Salvador Marian Beitialarrangoitia Ana María Oramas Isidro Manuel Martínez Pedro Quevedo | Carles Campuzano Joan Baldoví Carlos Casimiro Salvador Marian Beitialarrangoitia Ana María Oramas Isidro Manuel Martínez Pedro Quevedo | 19        |
| Total               | Total                                                | Total                                                                                             | Total | Total | 350       |

Senado
En la XII legislatura se presentaron ante la Mesa del Senado un total de seis peticiones de registro de grupos parlamentarios. Cinco de los grupos fueron aprobados: Popular en el Senado, Socialista, Vasco en el Senado (EAJ-PNV), de Esquerra Republicana y Unidos Podemos-En Comú Podem-En Marea. Los senadores de Convergència Democràtica de Catalunya intentaron conformar grupo propio pero les fue denegado y se integraron en el grupo mixto. Sin embargo, en junio de 2017 el Tribunal Constitucional anuló el acuerdo de la mesa del Senado y permitió la formación del grupo nacionalista. Los diputados de Ciudadanos, UPN, FAC, Bildu, ASG y NC se incorporaron al Grupo Mixto.
| Grupo Parlamentario | Grupo Parlamentario                                  | Partidos                                                                                                 | Portavoz | Senadores |
| ------------------- | ---------------------------------------------------- | --- | --- | --------- |
|                     | Popular en el Senado                                 | PP: 146 PAR: 2                                                                                           | Ignacio Cosidó | 148       |
|                     | Socialista                                           | PSOE: 58 PSdG-PSOE: 2 PSE-EE-PSOE: 1 PSC-PSOE: 1                                                         | Ander Gil | 62        |
|                     | Confederal de Unidos Podemos- En Comú Podem-En Marea | Podemos: 15 En Comú Podem: 2 Izquierda Unida: 2 CeC-Podem: 1                                             | Ramón Espinar | 20        |
|                     | Esquerra Republicana                                 | ERC: 12                                                                                                  | Mirella Cortès | 12        |
|                     | Vasco (EAJ-PNV)                                      | EAJ-PNV: 6                                                                                               | Jokin Bildarratz Sorron | 6         |
|                     | Nacionalista en el Senado                            | PDeCAT: 4 Coalición Canaria: 1 AHI: 1                                                                    | Josep Lluís Cleries | 6         |
|                     | Grupo Mixto                                          | Ciudadanos: 4 Compromís: 2 Foro Asturias: 1 Nueva Canarias: 1 EH Bildu: 1 UPN: 1 ASG: 1 Independiente: 1 | Luis Crisol Carles Mulet García Rosa María Domínguez María José López Santana Iñaki Goioaga Llano Francisco Javier Yanguas Yaiza Castilla Herrera Elvira García Díaz | 12        |
| Total               | Total                                                | Total | Total | 266       |

## Investidura para presidente del Gobierno

### Primer debate de investidura
El 26 de julio de 2016, tras la renovación del Congreso de los Diputados, el rey Felipe VI inició una ronda de consultas con los representantes designados por los partidos políticos con presencia parlamentaria, en cumplimiento de lo dispuesto en el artículo 99.1 de la Constitución. Al término de la misma, la presidenta del Congreso de los Diputados, Ana Pastor, anunció que el rey había propuesto como candidato a presidente del Gobierno a Mariano Rajoy, el líder del partido más votado. Al contrario de lo sucedido en la anterior legislatura, Rajoy aceptó el ofrecimiento del rey. Sin embargo, no aclaró si se iba a someter al debate de investidura, un movimiento que levantó dudas por ser posiblemente anticonstitucional.
El 9 de agosto Albert Rivera anunció que estaba dispuesto a negociar el apoyo de Ciudadanos a la investidura de Rajoy si el PP aceptaba seis medidas contra la corrupción y a favor de la regeneración. Una semana más tarde, Rajoy aceptó estas condiciones y comenzaron las negociaciones. La presidenta del Congreso de los Diputados anunció que la sesión de investidura comenzaría el 30 de agosto. El 28 de agosto, PP y Ciudadanos firmaron un pacto de investidura con 150 medidas para investir a Mariano Rajoy como presidente del Gobierno. Rajoy y Rivera intentaron que los socialistas se sumaran al pacto, pero Sánchez reiteró su oposición. El PP también llegó a un acuerdo con Coalición Canaria para recibir su voto favorable.
El 30 de agosto comenzó la sesión de investidura con el discurso del candidato a la presidencia, Mariano Rajoy. El resto de intervenciones se realizaron al día siguiente, cada una de ellas acompañada de una breve respuesta del candidato. A continuación, tuvo lugar la primera votación de investidura, en la cual se rechazó la candidatura con 180 votos en contra y 170 a favor. El 2 de septiembre se realizó la segunda votación de investidura. El Congreso de los Diputados no otorgó su confianza al candidato, al producirse una mayoría absoluta de votos negativos.
Tras la investidura fallida, los partidos decidieron aparcar las negociaciones hasta después de las elecciones autonómicas en el País Vasco y Galicia del 25 de septiembre.
| Mariano Rajoy | 31 de agosto de 2016 Mayoría absoluta requerida (176/350) | Sí   | 134 |    |    | 32 |    |   |   |   |   |   |   | 2 | 1 | 1 |   | 170/350 |  |  |  |
| Mariano Rajoy | 31 de agosto de 2016 Mayoría absoluta requerida (176/350) | No   |     | 84 | 50 |    | 12 | 9 | 8 | 5 | 5 | 4 | 2 |   |   |   | 1 | 180/350 |  |  |  |
| Mariano Rajoy | 31 de agosto de 2016 Mayoría absoluta requerida (176/350) | Abs. |     |    |    |    |    |   |   |   |   |   |   |   |   |   |   | 0/350   |  |  |  |
| Mariano Rajoy |                                                           |      |     |    |    |    |    |   |   |   |   |   |   |   |   |   |   |         |  |  |  |
| Mariano Rajoy | 2 de septiembre de 2016 Mayoría simple requerida          | Sí   | 134 |    |    | 32 |    |   |   |   |   |   |   | 2 | 1 | 1 |   | 170/350 |  |  |  |
| Mariano Rajoy | 2 de septiembre de 2016 Mayoría simple requerida          | No   |     | 84 | 50 |    | 12 | 9 | 8 | 5 | 5 | 4 | 2 |   |   |   | 1 | 180/350 |  |  |  |
| Mariano Rajoy | 2 de septiembre de 2016 Mayoría simple requerida          | Abs. |     |    |    |    |    |   |   |   |   |   |   |   |   |   |   | 0/350   |  |  |  |

### Segundo debate de investidura

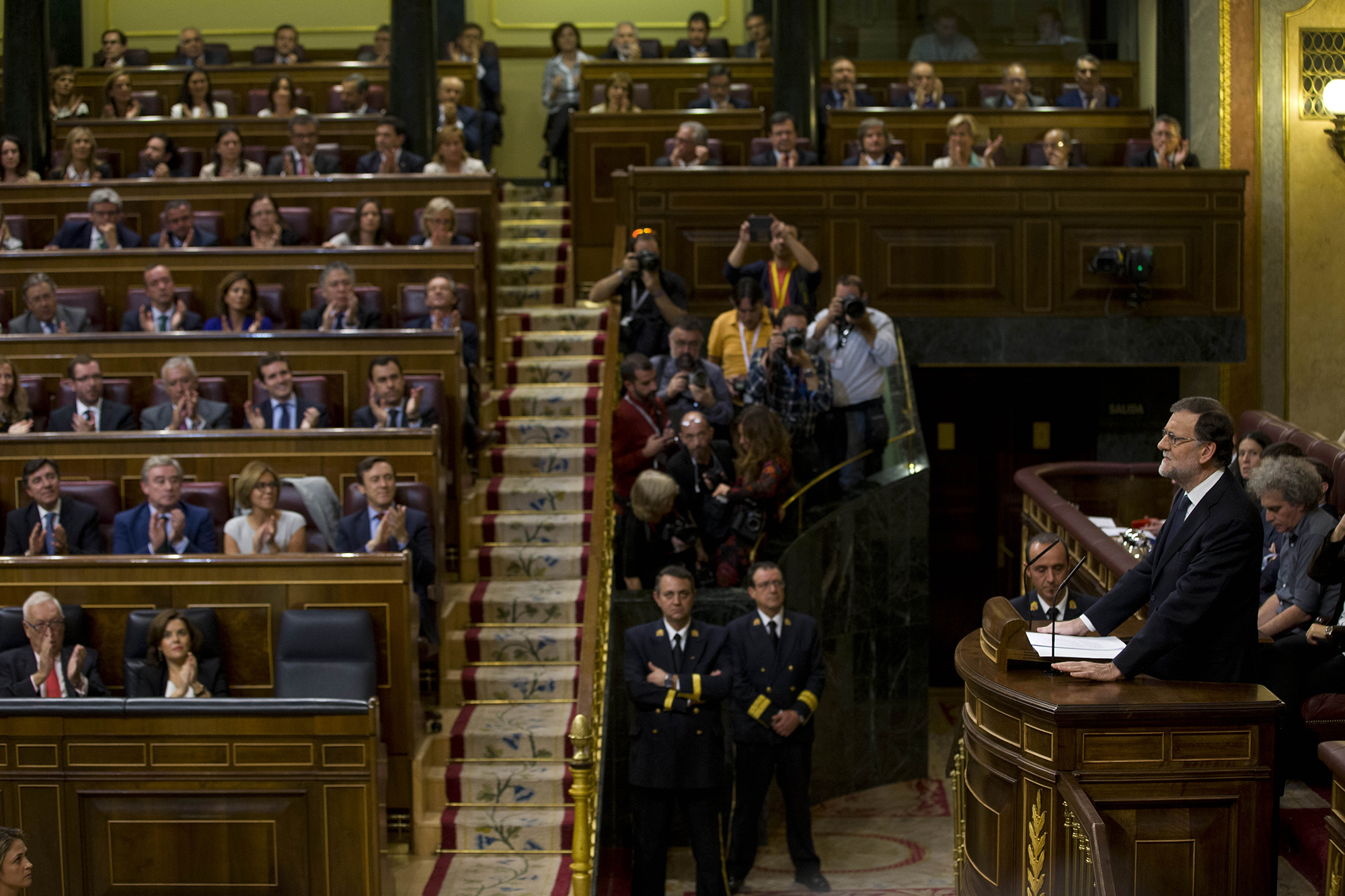
Segundo debate de investidura de Mariano Rajoy

Tras los malos resultados del PSOE en las elecciones vascas y gallegas, líderes socialistas críticos con Pedro Sánchez le instaron a dejar su puesto. Sánchez anunció su intención de celebrar primarias para elegir al secretario general y retó a los partidarios de la abstención en una próxima investidura de Rajoy a presentarse a las mismas. El expresidente del Gobierno Felipe González dijo sentirse engañado por Sánchez. Este le habría dicho que los socialistas terminarían permitiendo la investidura de Rajoy. El 28 de septiembre, diecisiete miembros de la ejecutiva socialista dimitieron para forzar la caída de Sánchez, pero este no renunció a su cargo.
El caos se apoderó del PSOE en el Comité Federal del 1 de octubre: no se ponían de acuerdo en quién podía votar, cómo votar ni qué votar. Sánchez intentó forzar una votación sobre su propuesta de primarias, pero fue suspendida tras las acusaciones de pucherazo por parte de los críticos. Finalmente se votó a mano alzada y la propuesta fue derrotada. Minutos después, Sánchez anunció su dimisión como secretario general del PSOE. Javier Fernández fue elegido presidente de la Gestora del PSOE. Tres semanas después, el Comité Federal del PSOE acordó abstenerse en la segunda votación de la investidura de Rajoy.
Los días 24 y 25 de octubre el rey realizó una ronda de contactos con los líderes políticos para buscar un candidato antes del límite legal del 31 de octubre. Al término de la misma, el rey propuso a Mariano Rajoy como candidato a presidente del Gobierno.
La presidenta del Congreso de los Diputados Ana Pastor convocó el segundo debate de investidura de la legislatura para el día 26 de octubre, siendo la primera votación al día siguiente y la segunda votación, el día 29.
Como estaba previsto, Rajoy perdió la primera votación de la segunda sesión de investidura al obtener 170 votos a favor y 180 votos en contra. En declaraciones ante la prensa poco antes de iniciarse la primera votación, el depuesto líder del PSOE, Pedro Sánchez, declaró que su sentido del voto sería un "no rotundo" a Mariano Rajoy y a sus políticas, rehusando responder sobre su posicionamiento en la segunda y decisiva votación. 48 horas después se produjo la segunda votación, en la cual obtuvo 170 votos a favor, 111 en contra y 68 abstenciones. El candidato recibió la confianza de la cámara por mayoría simple gracias al voto favorable de PP, Ciudadanos, Coalición Canaria, UPN y Foro Asturias, y la abstención de gran parte de los diputados del PSOE.
Esta segunda votación supuso el fraccionamiento del voto del grupo socialista: 15 diputados socialistas ignoraron la decisión del Comité Federal y votaron no, incluidos los siete parlamentarios del Partido de los Socialistas de Cataluña (PSC). El exsecretario general socialista Pedro Sánchez entregó su acta de diputado antes de la votación para evitar tener que abstenerse. Rajoy fue el primer presidente que necesitó hasta cuatro votaciones para ser investido, a la vez que fue el presidente investido con menos votos en contra (111). Con la investidura de Rajoy se cerró el mayor periodo de Gobierno en funciones de la historia de España, 314 días después de la celebración de las elecciones generales de 2015.
| Mariano Rajoy | 27 de octubre de 2016 Mayoría absoluta requerida (176/350) | Sí   | 134 |    |    | 32 |    |   |   |   |   |   |   | 2 | 1 | 1 |   | 170/350 |  |  |  |  |
| Mariano Rajoy | 27 de octubre de 2016 Mayoría absoluta requerida (176/350) | No   |     | 84 | 50 |    | 12 | 9 | 8 | 5 | 5 | 4 | 2 |   |   |   | 1 | 180/350 |  |  |  |  |
| Mariano Rajoy | 27 de octubre de 2016 Mayoría absoluta requerida (176/350) | Abs. |     |    |    |    |    |   |   |   |   |   |   |   |   |   |   | 0/350   |  |  |  |  |
| Mariano Rajoy |                                                            |      |     |    |    |    |    |   |   |   |   |   |   |   |   |   |   |         |  |  |  |  |
| Mariano Rajoy | 29 de octubre de 2016 Mayoría simple requerida             | Sí   | 134 |    |    | 32 |    |   |   |   |   |   |   | 2 | 1 | 1 |   | 170/350 |  |  |  |  |
| Mariano Rajoy | 29 de octubre de 2016 Mayoría simple requerida             | No   |     | 15 | 50 |    | 12 | 9 | 8 | 5 | 5 | 4 | 2 |   |   |   | 1 | 111/350 |  |  |  |  |
| Mariano Rajoy | 29 de octubre de 2016 Mayoría simple requerida             | Abs. |     | 68 |    |    |    |   |   |   |   |   |   |   |   |   |   | 68/350  |  |  |  |  |
| Mariano Rajoy | 29 de octubre de 2016 Mayoría simple requerida             | Vac. |     | 1  |    |    |    |   |   |   |   |   |   |   |   |   |   |         |  |  |  |  |

## Gobierno de Rajoy
El 31 de octubre de 2016, Mariano Rajoy juró el cargo de presidente del Gobierno ante el rey Felipe VI en el Palacio de la Zarzuela. Los ministros del Gobierno juraron o prometieron su cargo ante el rey el 4 de noviembre. Rajoy retiró a los tres ministros más veteranos e incluyó seis caras nuevas en el ejecutivo. La composición del Gobierno fue calificada como continuista.

### Moción de censura de 2017
El 28 de abril de 2017, los líderes de Unidos Podemos anunciaron que iban a presentar una moción de censura contra el presidente del Gobierno por el «estado de excepción democrático, con un saqueo público permanente». La votación de la moción de censura, que se hubo de posponer mes y medio por el Debate de Presupuestos Generales del Estado 2017, se celebró el 14 de junio y fue rechazada con 170 votos en contra, 82 a favor y 97 abstenciones. Fue la tercera moción de censura de la democracia, y la tercera también en fracasar.
| Proponente     | Fecha                                                    | Voto |     |    |    |    |    |   |   |   |   |   |   |   |   |   |   | Total   |
| -------------- | -------------------------------------------------------- | ---- | --- | -- | -- | -- | -- | - | - | - | - | - | - | - | - | - | - | ------- |
| Pablo Iglesias | 14 de junio de 2017 Mayoría absoluta requerida (176/350) | Sí   |     |    | 50 |    | 12 | 9 |   | 5 |   | 4 | 2 |   |   |   |   | 82/350  |
| Pablo Iglesias | 14 de junio de 2017 Mayoría absoluta requerida (176/350) | No   | 134 |    |    | 32 |    |   |   |   |   |   |   | 2 | 1 | 1 |   | 170/350 |
| Pablo Iglesias | 14 de junio de 2017 Mayoría absoluta requerida (176/350) | Abs. |     | 84 |    |    |    |   | 7 |   | 5 |   |   |   |   |   | 1 | 97/350  |
| Pablo Iglesias | 14 de junio de 2017 Mayoría absoluta requerida (176/350) | Aus. |     |    |    |    |    |   | 1 |   |   |   |   |   |   |   |   | 1/350   |

### Aplicación del artículo 155 de la Constitución española en Cataluña
En el marco de la Ley del referéndum de autodeterminación de Cataluña, la Generalidad de Cataluña convocó un referéndum de autodeterminación que se celebró de manera anticonstitucional el 1 de octubre de 2017. Como resultado, el presidente de la Generalidad de Cataluña, Carles Puigdemont, proclamó y suspendió la República Catalana en una declaración realizada el 10 de octubre en el Parlamento de Cataluña.
Al día siguiente, el Gobierno Español, bajo la presidencia de Mariano Rajoy, requirió al presidente de la Generalidad que aclarase si la declaración fue una declaración unilateral de independencia. Tras no responder con claridad, el Consejo de Ministros acordó una batería de medidas para intervenir Cataluña que se aprobaron en el Senado el 27 de octubre, al mismo tiempo que el Parlamento catalán proclamaba la República Catalana. Esa misma noche, Rajoy destituyó por completo al gobierno de la Generalidad, disolvió el Parlamento de Cataluña y convocó elecciones autonómicas catalanas para el 21 de diciembre.

### Moción de censura de 2018
El 24 de mayo de 2018 se publicó la sentencia del caso Gürtel, en la que se señalaba al Partido Popular como partícipe a título lucrativo. Numerosos políticos animaron a Pedro Sánchez a presentar una moción de censura. La moción fue registrada en el Congreso de los Diputados por el PSOE al día siguiente, 25 de mayo; dos días después de haberse aprobado los Presupuestos Generales del Estado en el Congreso de los Diputados y antes de pasar al Senado. Fue la cuarta moción de censura de la historia de la democracia española, la segunda presentada en la XII legislatura y la segunda contra el presidente Mariano Rajoy.
El 1 de junio del 2018, la moción de censura se aprobó con 180 votos a favor; siendo así la primera moción de censura en ser aprobada en la historia de la democracia española. Desde ese momento Mariano Rajoy dejó de ser presidente del Gobierno, quedando Pedro Sánchez investido como tal.
| Candidato     | Fecha                                                   | Voto |     |    |    |    |    |   |   |   |   |   |   |   |   |   |   | Total   |
| ------------- | ------------------------------------------------------- | ---- | --- | -- | -- | -- | -- | - | - | - | - | - | - | - | - | - | - | ------- |
| Pedro Sánchez | 1 de junio de 2018 Mayoría absoluta requerida (176/350) | Sí   |     | 84 | 50 |    | 12 | 9 | 8 | 5 | 5 | 4 | 2 |   |   |   | 1 | 180/350 |
| Pedro Sánchez | 1 de junio de 2018 Mayoría absoluta requerida (176/350) | No   | 134 |    |    | 32 |    |   |   |   |   |   |   | 2 |   | 1 |   | 169/350 |
| Pedro Sánchez | 1 de junio de 2018 Mayoría absoluta requerida (176/350) | Abs. |     |    |    |    |    |   |   |   |   |   |   |   | 1 |   |   | 1/350   |

## Gobierno de Sánchez
Tras la sentencia del caso Gürtel, que condena al PP por corrupción y envía a prisión a varios antiguos miembros del PP y empresarios cercanos al partido, destacando entre ellos el extesorero del partido, Luis Bárcenas, el PSOE liderado por Sánchez anunció el 25 de mayo que presentaría una moción de censura contra Rajoy. Esta moción fue debatida entre los días 31 de mayo y 1 de junio en el Congreso de los Diputados, dando como resultado la destitución del presidente Rajoy y su gobierno por 180 votos a favor, 169 en contra y 1 abstención; y la investidura de Pedro Sánchez como presidente del Gobierno. Fue nombrado por el rey el 1 de junio de 2018 y tomó posesión de su cargo ante él el 2 de junio de 2018, sin la presencia de ningún símbolo religioso, a diferencia del resto de presidentes.
Tras rechazar las Cortes los presupuestos para el año 2019, el presidente del Gobierno disolvió el Parlamento y llamó a elecciones generales para el 28 de abril de 2019.

## Salario mínimo
El primer Gobierno de Pedro Sánchez aprobó el 21 de diciembre de 2018 el decreto que fijaba el salario mínimo para 2019 en 900 euros, la mayor subida desde 1977, para ofrecer una remuneración «equitativa y suficiente» y acercarse al 60 % del salario medio recomendado por el Comité Europeo de Derechos Sociales. En un primer momento el Banco de España y la AIReF estimaron que dicha subida podría conllevar la destrucción de hasta 120 000 y 40 000 puestos de trabajo respectivamente. A finales de 2019 el Gobierno remitió a la AIReF un informe en el que afirmaba que la subida no había tenido impacto en el empleo, por lo que esta, basándose en dicho informe, cambió su predicción acordemente. No obstante tras una evaluación posterior, en esta ocasión de los datos de la Muestra Continua de Vidas Laborales de 2018 y de la información de la afiliación a la Seguridad Social, la AIReF concluyó que en realidad había supuesto la pérdida de entre 19 000 y 33 000 empleos. El estudio «Informe España» de BBVA Research presentado a principios de 2020 concluyó que la medida había destruido 45 000 puestos de trabajo afectando especialmente a lo que se conoce como España vaciada y cifró entre 75 000 y 195 000 el número de puestos que se iban a perder en los dos años posteriores a la aprobación de las subidas.

## Fin de la legislatura
El 13 de febrero de 2019 el Gobierno Sánchez perdió la votación de los presupuestos debido a los votos en contra del Partido Popular, Ciudadanos, Esquerra Republicana de Catalunya, Partido Demócrata Europeo Catalán, Unión del Pueblo Navarro, Foro Asturias y Coalición Canaria. Debido a la imposibilidad de aplicar ciertas reformas, el día 15 de febrero, el presidente del Gobierno anunció una convocatoria de elecciones generales del 28 de abril de 2019 tras un Consejo de Ministros extraordinario.